# Silene jaxartica
Silene jaxartica är en nejlikväxtart som beskrevs av Nikolai Vasilievich Pavlov. Silene jaxartica ingår i släktet glimmar, och familjen nejlikväxter. Inga underarter finns listade i Catalogue of Life.